# Traci Lind
Traci Lind (* 1. April 1968 in Louisville, Kentucky, als Traci Lin Wemes) ist eine amerikanische Schauspielerin und Produzentin.

## Leben
Mit dreizehn Jahren begann Traci Lind als Model zu arbeiten. Am 27. Februar 1992 heiratete sie Shakil Richardson. Mit ihm hat sie zwei Kinder.

## Filme

### Schauspielerin
Ihr erster Film war 1986 Club Med. In dem Drama von Bob Giraldi spielte sie LaFontanne. In Ein Tiger auf dem Kissen von Peter Douglas war sie 1987 als Penny zu sehen. 1988 spielte sie im Film Mein Nachbar, der Vampir von Tommy Lee Wallace als Alex mit. Im selben Jahr wirkte sie auch an den Filmen Rückwärts ins Chaos und Survival Quest mit.
Im Film Die Klasse von 1999 spielte sie 1990 Christie Langford. In dem Film von Mark L. Lester geht es um einen korrupten Wissenschaftler, der an einer Highschool drei Kampfroboter testet. Als Janine spielt sie 1990 auch im Film Die Geschichte der Dienerin mit. Im Fernsehen war sie in diesem Jahr auch als Dawn in Sky High zu sehen. 1991 mimte sie im Film Homo Faber von Volker Schlöndorff die Charlene. Außerdem spielte sie auch Sam in Keine Geheimnisse und Natalie St. Clair in Bugsy. Sie wirkte auch 1993 im Film Mein Freund, der Zombie als Missy McCloud mit. Die Horrorkomödie von Bob Balaban war jedoch ein finanzieller Misserfolg. 1994 spielte sie Jae in Racheengel in Leder und Nurse Irene Graves in Willkommen in Wellville. Im Film Red Meat von Allison Burnett war sie 1997 als Connie zu sehen. Sie spielte auch Cat in Am Ende der Gewalt und Sara Robbins in Bedingungslos – Im Netz der Leidenschaft. Sie spielte auch in dem Drama Kiss & Tell von Jordan Alan mit. In Cadillac mimte sie Missy.

### Produzentin
Im Film Red Meat von 1997 wirkte sie auch als Co-Produzentin mit.

### Sonstiges
Sie spielte auch im Musikvideo des Songs Midnight Blue von Lou Gramm mit.